# Andhun
Andhun fou un ealdorman de Sussex sota el rei Æðelwealh, que fou mort pel príncep de Wessex Cædwalla, quan envaí i devastà Sussex. Berthun i Andhun reeixiren expulsant a Caedwalla del regne. El 686 els saxons del sud van atacar Hlothhere, Rei de Kent, en defensa del seu nebot Eadric, però poc després de Berhthun fou mort i el regne fou subjugat durant un temps per Ceadwalla, que havia esdevingut Rei de Wessex.